# Galneryus
Galneryus (ガルネリウス, Garuneriusu) és un grup de power metal format a Osaka (Japó), el 2001. Les seves principals influències són Yngwie Malmsteen, Scorpions, Dream Theater i X Japan entre d'altres.

## Discografia

### Àlbums d'estudi
- The Flag of Punishment (2003)
- Advance to the Fall (2005)
- Beyond the End of Despair... (2006)
- One for All - All for One (2007)
- Reincarnation (2008)
- Resurrection (2010)
- Phoenix Rising (2011)
- Angel of Salvation (2012)
- Vetelgyus (2014)
- Under the Force of Courage (9 de desembre, 2015)
- Ultimate Sacrifice (27 de setembre, 2017)
- Into the Purgatory (23 d'octubre, 2019)

### Àlbums en directe
- Reliving the Ironhearted Flag (2014)

### Senzills
- Everlasting (2007)
- Alsatia / Cause Disarray (2008)
- Hunting for Your Dream (2012)
- Attitude to Life (2014)

### DVD's
- Live for Rebirth (2006)
- Live for All - Live for One (2008)
- Live in the Moment of the Resurrection (2010)
- Phoenix Living in the Rising Sun (2012)